# Valledupar
Valledupar er en by og en kommune i det nordøstlige Colombia. Den er hovedstaden i Cesar departementet. Navnet, Valle de Upar (Valley of Upar), blev etableret til ære for den amerikansk-indianske konge (cacique), der styrede dalen; Cacique Upar. Byen ligger mellem bjergene i Sierra Nevada de Santa Marta og Serranía del Perijá på grænserne til Guatapurí og Cesar-floderne.